# Keeway ARN
Der Keeway ARN ist ein Motorroller des Herstellers Qianjiang. Er hat einen luftgekühlten 49 cm³-Einzylinderzweitaktmotor. Mit einer Leistung von 2,5 kW (3,9 PS) bringt er den Roller auf bis zu 45 km/h.
Der Motorroller wird auch in einer 125-cm³-Version angeboten. Äußerlich ähnelt der Keeway ARN der Honda X8R.
Gedrosselt wird der Roller als 45 km/h-Version unter anderem über einen Distanzring an seinem automatischen stufenlosen Keilriemengetriebe und zwei Blindrohren am Krümmer, so dass er in Deutschland  mit einem Führerschein der Klasse AM gefahren werden darf. Alternativ gibt es den Keeway ARN auch als 25-km/h-Version.